# Wuxia

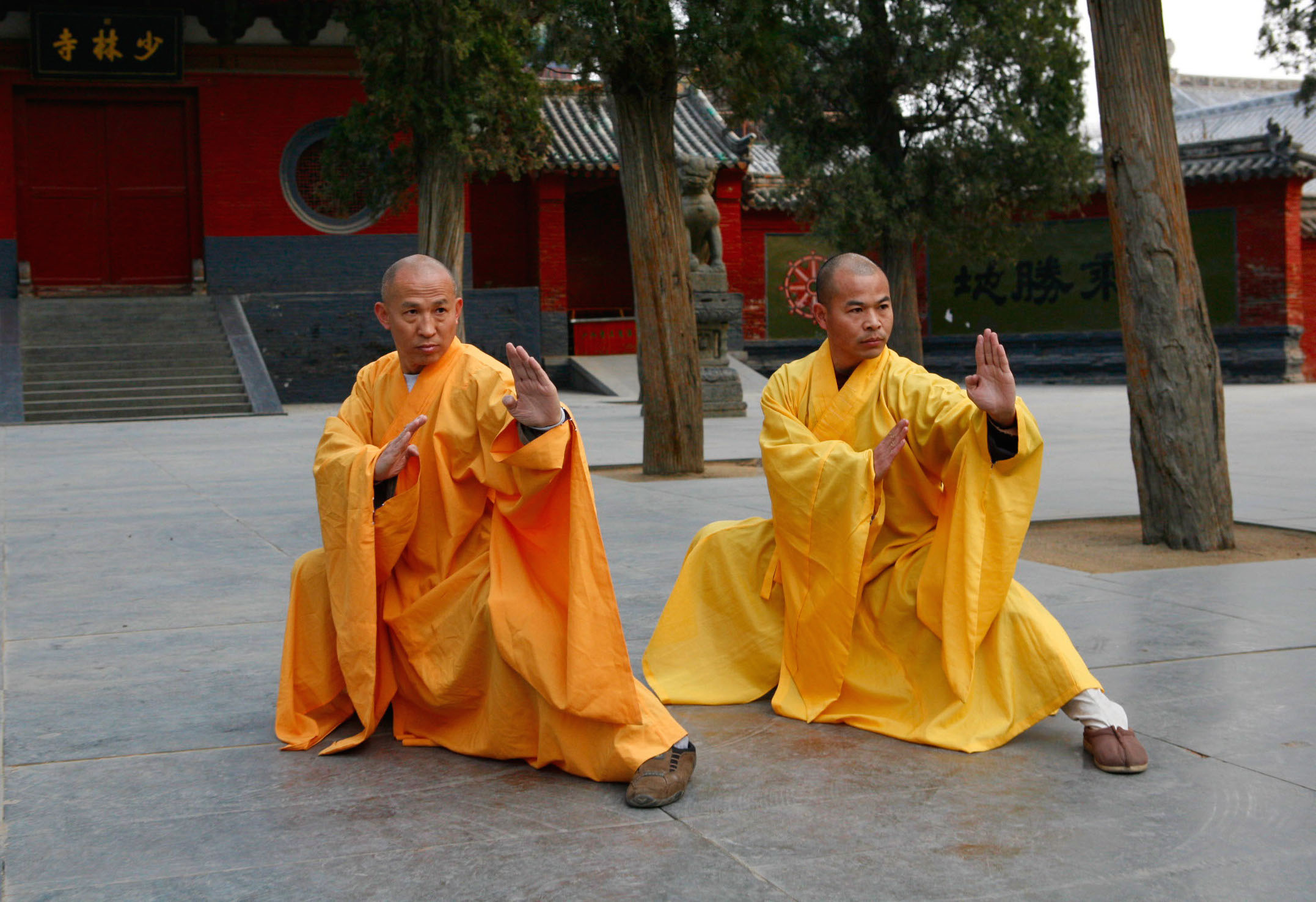
Dos maestros de las artes marciales de Shaolin.

El wuxia (en chino, 武俠; pinyin, Wǔxiá) (en IPA: [wuɕiɑ]; en cantonés, mów hàb), que literalmente significa «caballeros de las artes marciales» o «héroes de las artes marciales», es un género distintivo de la literatura, televisión y el cine chino.
El género wuxia es específico de la cultura china; una mezcla única de la filosofía de las artes marciales, llamada xia (俠), desarrollada a lo largo de los siglos y la larga historia del país en wushu.  En Japón, la tradición del bushidō entre los samurái comparte ciertos aspectos con la filosofía marcial china del xia. Aunque el concepto xia suele traducirse como «caballería», los aspectos del xia están tan arraigados en el entorno social y cultural de la antigua China que es imposible encontrar una traducción exacta en el mundo occidental.

## Etimología
El término wuxia se compone de dos caracteres: wu, que alude a todo lo que tiene que ver con artes marciales, con la guerra o con el ejército, y xia, que es el protagonista de la ficción wushu y que también es sinónimo de caballería. Una forma de definirlo sería, entonces, caballería y magias chinas.
Aunque, en su significado relacionado con tipo de persona, la palabra xia ha sido traducida como «héroe, hombre de espada, aventurero, soldado de fortuna, guerrero, o caballero [errante],» estas definiciones no cubren el verdadero significado de xia.
Las definiciones más usadas son «caballero» y «caballero [errante]», ya que, como este, el xia precisa de habilidades en combate. Sin embargo, los xia, a diferencia del caballero medieval europeo, podían provenir tanto de orígenes nobles como humildes. Aunque a veces se les veía buscando aventuras, no siempre se trataba de búsquedas para su beneficio. Podían ser contratados para resolver conflictos por las armas y eran movidos por un sentido de la justicia y el honor. Otra cosa que diferencia a los xia de otros caballeros era su ideología y su código de conducta. Como una fuerza del bien, los xia han sido alabados por Sima Qian.[cita requerida] Historiadores posteriores han descrito las diferencias entre el xia y otros guerreros fuera de la ley que utilizaban su fuerza sin escrúpulos para motivos personales. Han Feizi describe a los xia como animales salvajes de la sociedad, por subversivos,[cita requerida] mientras que Xue Yue toma en cuenta la moral, por su rechazo de los valores de Confucio.[cita requerida]

### En la ficción
El xia, en la ficción, es un inconformista que lucha por la justicia. Su espada es inviolable, y su reputación es más importante que su vida; es un maestro de las artes marciales que no duda en utilizarlas para defender sus creencias.
Una definición más exacta podría ser tomada de la historia. El xia es un hombre de espada, más dogmático que altruista. Defiende cualquier causa a la que preste su lealtad. En Once upon a time in China, todos «los espaderos que se adhieren a los principios de lealtad, reciprocidad y deber son xia,»[cita requerida] sin hacer diferencia entre los altruistas y los que luchan por motivos menos desinteresados.

## Cine
El cine Wuxia (o wuxia pian, Mo Hap film, Mo Hap Pin) (武俠片, "wǔxiá piān") es un género cinematográfico que, aunque originado a principios del siglo XX, tras la revolución comunista se refugió en Taiwán y en Hong Kong. Las características que lo distinguen son un escenario histórico, escenas de acción centradas en la lucha con espadas, el énfasis en el melodrama y temas de vínculos, amistad, lealtad y traición. Este género se considera ligeramente diferente al cine de artes marciales. Existe un fuerte vínculo entre el cine wuxia y las novelas wuxia. Muchas de las películas se basan en esas novelas: Wò hǔ cáng lóng es un ejemplo de esto.
Las principales muestras del género en su época clásica aparecen en los años 60, principalmente de la mano de King Hu y Chang Cheh. Del primero, puede citarse la trilogía Come, Drink with Me, Dragon Inn y A Touch of Zen, y del segundo, One Armed Swordsman, The Assassin y Have Sword, Will Travel.[cita requerida]
Algunas de las películas wuxia que han destacado por su acogida fuera de Asia son las siguientes:
- Buddha's Palm (1964) — Los rayos mágicos chi se crean utilizando animación hecha a mano.
- Buddha's Palm (1982) — Nueva versión de Buddha's Palm.
- Wò hǔ cáng lóng (2000) — El debut del género en Hollywood.
- Hero (2002) — Segundo éxito de taquilla, en Hollywood.
- La Casa de Las Dagas Voladoras (2004) — Tercer éxito de taquilla, en Hollywood.
- La maldición de la flor dorada (《满城尽带黄金甲》2006) — Un film de Zhang Yimou, protagonizado por Gong Li y Chow Yun-Fat.
- El banquete (《夜宴》2006) — Un film de Feng Xiaogang, protagonizado por Zhang Ziyi y Daniel Wu.
- El reino prohibido (《功夫之王》 2008) — Un film chino-estadounidense dirigido por Rob Minkoff y protagonizado por Jackie Chan y Jet Li, junto al estadounidense Michael Angarano.
- Reino de los Asesinos (《劍雨》2010) — Un film de Su Chao-pin y codirigido por John Woo, protagonizado por Michelle Yeoh y Jung Woo-sung.